# Cuvango
Cuvango (fins 1975 Vila da Ponte) és un municipi de la província de Huíla. Té una extensió de 9.680 km² i 75.805 habitants segons el cens de 2014. Comprèn les comunes de Cuvango, Galangue e Vicungo. Limita al nord amb els municipis de Catchiungo i Tchicala Tcholohanga, a l'est amb els municipis de Chitembo i Cuchi, al sud amb el municipi de Cuvelai, i a l'oest amb els municipis de Jamba i Chipindo. És travessada pel Caminho de Ferro do Namibe.